# Sala de Ball (Viladamat)
Sala de Ball és una obra del municipi de Viladamat (Alt Empordà) inclosa en l'Inventari del Patrimoni Arquitectònic de Catalunya.

## Descripció
Situada dins del nucli urbà de la població de Viladamat, a l'extrem sud-oest del nucli antic del poble i delimitat per la plaça de la Vila i els carrers Nou i de la Creu.
Edifici aïllat de nova planta, rectangular i amb la coberta de dues vessants. Està distribuït en planta baixa i pis. L'element destacable de la construcció és la façana principal. Presenta un gran portal al centre emmarcat per dues finestres. Les obertures són d'arc rebaixat amb els brancals a manera de pilastres i un coronament motllurat bastit amb maons. Al pis, un gran arc rebaixat bastit amb maons emmarca els tres grans finestrals disposats en degradació i tancats amb vitralls decorats. La façana està rematada per un coronament esglaonat, decorat amb el mateix motiu que les obertures. Destaca el plafó central coronat amb una bola ceràmica, on hi ha inscrit l'any de la inauguració, 1929. La façana presenta les cantonades decorades amb maons disposats a manera de carreus. La construcció conserva el parament arrebossat i pintat, amb trams de l'obra vistos.

## Història
Un fenomen social ben palès a moltes poblacions de l'Alt Empordà a partir de la segona meitat del segle xix és la creació de societats de beneficència. Aquestes tenien, entre altres funcions, la finalitat d'ajudar econòmicament als socis que per alguna raó es quedaven desprotegits i en situació precària. Amb el temps aquestes societats varen esdevenir centres de reunió local i promotores de múltiples activitats lúdiques i culturals. Paral·lelament, en aquest ambient associacionista, es creen societats únicament amb finalitat recreativa, etc.
Per totes elles, la disposició d'un local on desenvolupar totes aquestes tasques va portar a la construcció d'uns peculiars edificis dels quals l'arquitecte Azemar es va convertir en un dels principals dissenyadors. En el cas de Viladamat, es tracta de l'edifici de La Societat, també conegut com la Sala de ball. Fou construït l'any 1929, tal com apareix en relleu a la part superior de la façana. Res sabem de l'autor ni de la pervivència de l'edifici més enllà de 1985.